# Scuola romana (pittura XX secolo)

Emanuele Cavalli, "L'amicizia", 1933. Anticoli Corrado, Civico Museo d'Arte Moderna e Contemporanea

Si definisce Scuola romana un eterogeneo gruppo di pittori attivi a Roma tra gli anni venti e gli anni quaranta del Novecento.
L'espressione, in francese “jeune École de Rome”, fu coniata dal critico George Waldemar nella presentazione del catalogo di una mostra tenuta nel 1933 dai pittori Corrado Cagli, Giuseppe Capogrossi, Emanuele Cavalli e Ezio Sclavi alla Galerie Bonjean di Parigi.
Successivamente, la critica abbraccerà questa definizione allargandola ad altri artisti attivi nella Capitale nello stesso periodo, benché afferenti a stili e obiettivi artistici assai diversi tra loro, come quelli della cosiddetta "Scuola di via Cavour".

## Il magistero di Felice Carena e la mostra alla Pensione Dinesen
Nel 1922 il pittore Felice Carena, uno dei più acclamati artisti italiani del suo tempo, aprì una scuola d’arte a Roma, in piazza Sallustio 19, insieme allo scultore Attilio Selva e al pittore Orazio Amato. Durante i mesi estivi i corsi si tenevano in alcuni studi immersi nella natura nel borgo di Anticoli Corrado, non distante dalla Capitale, all'epoca popolato da numerosi artisti e letterati di fama internazionale. In questa scuola mossero i primi passi alcuni giovani pittori, tra cui alcuni dei futuri protagonisti della "Scuola romana": Giuseppe Capogrossi, Emanuele Cavalli e Fausto Pirandello, figlio del celebre scrittore Luigi Pirandello. Frequentò la scuola anche il pugliese Onofrio Martinelli, prima di trasferirsi prima a Firenze, poi a Parigi. Con Carena, i giovani si esercitarono a dipingere dal vero, realizzando figure, paesaggi e nature morte in cui la tradizione si fondeva alla modernità. Rimasero tutti in stretto contatto tra loro anche una volta terminati i corsi da Carena: in particolare, un fruttuoso sodalizio artistico nacque tra Capogrossi e Cavalli, che lavoreranno condividendo lo studio per molti anni.
Nel maggio del 1927, Capogrossi e Cavalli, insieme al pittore romano Francesco Di Cocco, espongono in una mostra a tre all’Hôtel Pensione Dinesen di Roma. Le loro opere destano l'attenzione della critica, che si dimostra entusiasta per il rinnovamento proposto dai tre giovani artisti. L'anno seguente, Cavalli e Di Cocco si recano a Parigi, dove ritrovano Fausto Pirandello, che lì aveva sposato in gran segreto la modella anticolana Pompilia D'aprile, incinta del primogenito Pierluigi. Nella capitale francese, Cavalli, Di Cocco e Pirandello espongono in una mostra su invito, forse di disegni, presso l’abitazione della cantante italiana Maria Francesca Castellazzi sposata Bovy. Di Cocco fu l'unico a vendere, ma il soggiorno si rivelò comunque fondamentale per tutti e tre gli artisti e in particolare per Cavalli, che grazie al confronto con Pirandello aggiornò il suo linguaggio pittorico alle tendenze dell'arte a lui contemporanea, dagli Italiens de Paris a Picasso.
Tornati da Parigi, i giovani pittori concentrarono le proprie energie nella ricerca di una pittura moderna che però non dimenticasse gli insegnamenti della grande tradizione italiana.

## L'affermazione della "Scuola romana"
Nei primi anni Trenta, attorno a Capogrossi, Cavalli e Pirandello si crea a Roma un vero e proprio cenacolo di artisti e intellettuali, che si ritrovano sia nello studio di Cavalli e Capogrossi in via Pompeo Magno 10/bis, sia sul galleggiante “Tofini” sul Tevere. Attorno al 1932 si unì al gruppo il giovane Corrado Cagli, pittore dalla personalità complessa e vivace. Obiettivo di questo gruppo di artisti era la ricerca di un incontro tra la modernità del linguaggio post-cubista e l’arte antica, individuando i propri riferimenti nella pittura decorativa greca e romana e nei “Primitivi”, da Masaccio a Piero della Francesca. Tali tendenze si rivelano con evidenza, oltre che nelle opere di Cagli, Capogrossi e Cavalli, anche nella pittura di altri colleghi quali Guglielmo Janni e Alberto Ziveri. Questa peculiare visione dell'arte fu subito sostenuta dal critico Pietro Maria Bardi, in quel momento direttore della “Galleria di Roma”, ubicata in via Veneto a Palazzo Coppedè. Lì il critico organizzò la mostra Dieci pittori: cinque romani e cinque milanesi. Le due scuole messe a confronto erano rappresentate da Cavalli, Cagli, Capogrossi, Pirandello e Vinicio Paladini per Roma; Renato Birolli, Oreste Bogliardi, Virginio Ghiringhelli, Atanasio Soldati e Aligi Sassu per Milano. Qualche mese dopo, a dicembre, un’altra mostra presentata da Bardi nella stessa Galleria veniva dedicata al trio Cagli, Cavalli e Capogrossi, affiancati alla pittrice Eloisa Pacini Michelucci; e ancora, nel febbraio dell’anno successivo, presentò i tre artisti alla Galleria “Il Milione” di Milano. 

## Il "Manifesto del Primordialismo Plastico"
Nello stesso periodo, si avvicina al gruppo romano anche il pittore ferrarese Roberto Melli. A lui si deve la virata teorica delle ricerche dei giovani pittori, che decisero di lavorare insieme ad un importante testo: il Manifesto del Primordialismo Plastico. Datato 31 ottobre 1933 e firmato da Cavalli, Capogrossi e Melli, il manifesto non fu mai dato alle stampe, ma fu pubblicato solo molti anni dopo dal pittore Domenico Purificato. In un primo momento, tra i firmatari dovevano figurare anche Corrado Cagli e il filosofo Franco Ciliberti, ma i due si tirarono indietro polemicamente poco prima di dare il testo alle stampe a causa di alcuni dissidi che erano sorti nel frattempo tra gli artisti. Il Manifesto era stato ideato affinché uscisse sulla stampa in concomitanza dell’inaugurazione delle mostre tenute nel dicembre del 1933 rispettivamente alla Galerie Jacques Bonjean di Parigi, dedicata a Cagli, Cavalli, Capogrossi e Ezio Sclavi, e al Circolo delle Arti e delle Lettere in Roma, in cui Cavalli, Capogrossi e Melli esponevano con Luigi Trifoglio e gli scultori Annibale Zucchini e Alberto Gerardi. Il testo recitava:
Noi crediamo che il principio plastico italiano, naturalmente, sia il principio plastico trascendentale.
Per questo principio sono da elaborare i nuovi termini estetici, suggeriti dalle premesse spirituali che si svolgono nel nostro tempo secondo la sintesi italiana, per giungere a intuire l’ordine della nuova tipica bellezza. L’arte per essere tale e rispondere alla sua finalità, sorge dal tempo in cui si manifesta, che non ha spazio se non è creazione dello spirito. Ciò che ha carattere estemporaneo rimane fuori dell’arte. Pensiamo che la pittura sia giunta a massima autonomia di movimento, a estrema profondità di espressione e funzione della materia come densità ed interiorità, secondo le conquiste moderne del sentimento e del senso dello spazio vero, della luce vera che informano con immanenza di realtà plastica – mai prima maggiore – la nostra aderenza ai valori cosmici, essenziali, che ora si rinnovano.
Desideriamo cogliere i rapporti fra il plastico e il principio spirituale del nostro tempo onde dai nuovi aspetti della realtà fluiranno i moderni miti. Vogliamo operare per il futuro, seguendo l’intuizione di attività plastiche identiche allo spirito che le ha mosse in noi: identificare, cioè, la sostanza pittorica con la natura delle energie spirituali che ci premono; cogliere la relazione tra il significato della forma e la natura della sostanza pittorica; superare il colore come espressione naturale; ricavare da esso un ordine, nella sua infinita varietà, identico alla sostanza della spiritualità moderna.
Ma il colore non è l’arte della pittura e la materia va distrutta nella cosa creata. Tuttavia l’arte della pittura è rapporto di colore che suscita l’architettura del dipinto, la distribuzione dei suoi spazi, l’essenzialità tipica delle sue forme.
Come l’universo è determinato dallo spazio e dalla luce: dal volume come accidente dello spazio, e dal colore come accidente della luce, così l’arte della pittura deve essere spazio, luce, volume, colore ai fini della creazione.
Dal colore si deve tutto trarre ma il risultato non è colore: è un fatto vivente.
Roma, 31 Ottobre 1933
Giuseppe Capogrossi Guarna pittore
Emanuele Cavalli pittore
Roberto Melli critico d’arte
Naturalmente, l'attenzione dei pittori era rivolta all'esposizione parigina, piuttosto che a quella romana. Organizzata dal conte Emanuele Sarmiento, mecenate italiano trapiantato in Francia dal 1912, la mostra alla galleria francese fu la prima importante occasione per questo gruppo di giovani, entusiasti artisti italiani di presentare al panorama internazionale la propria ricerca. Era stato il critico Waldemar-George, autore della presentazione in catalogo, a invitare ad esporre gli artisti a Parigi dopo aver visto i loro i quadri a Roma, come afferma lo stesso Cavalli in una lettera a Rolando Monti. Nella presentazione al catalogo, Waldemar-George parlò per la prima volta di “jeune École de Rome”, fornendo così l’efficace etichetta storiografica, resa in italiano con l'espressione "Scuola romana", che fu poi sposata dagli stessi artisti e dalla letteratura negli anni a seguire.
Da quel momento, complice l'attenzione della critica internazionale, i pittori della "Scuola romana" si imposero sulla scena italiana come una delle più importanti novità del panorama artistico contemporaneo. Dalla seconda metà degli anni Trenta, e con sempre più evidenza durante gli anni del conflitto, ogni artista della Scuola si concentrò sempre più sulle proprie peculiarità: Cavalli sulla ricerca delle armonie tonali, Capogrossi sul rapporto tra figure, spazio e elementi geometrici, Pirandello sul valore espressivo della figura e così via. Se da un lato ciò portò alla formazione di un linguaggio visivo personale e riconoscibile per ognuno dei protagonisti della "Scuola romana", dall'altro si verificò un'inevitabile separazione tra i percorsi dei singoli artisti, che presero man mano ognuno la propria strada.

## Il secondo dopoguerra e la crisi del figurativo
L'esperienza della "Scuola romana" finì in maniera graduale dopo il 1945, quando l'arte figurativa entrò in crisi a favore dell'astrazione informale proveniente soprattutto dagli Stati Uniti. Capogrossi e Cagli, in linea con le richieste del mercato artistico contemporaneo, si aggiornarono a tali tendenze, rinunciando progressivamente alla figurazione. Cavalli, che nel frattempo aveva ottenuto l'incarico di pittura all'Accademia di Belle Arti di Firenze, rimase fino alla fine fedele al suo linguaggio, scegliendo programmaticamente di non rinunciare mai all'adesione al dato reale. Più complesso fu invece il percorso di Fausto Pirandello, il quale ebbe una breve fase astratta solo verso la metà degli anni Cinquanta, per poi tornare nuovamente al figurativo.